# SNAC
SNAC (z angl. Social Networks and Archival Context, česky Sociální sítě a archivní kontext) je online projekt pro objevování, vyhledávání a využívání distribuovaných historických záznamů týkajících se jednotlivých osob, rodin a organizací.
SNAC je digitální výzkumný projekt, který se zaměřuje na získávání záznamů z různých archivů, knihoven a muzeí, takže biografické dějiny jednotlivců, předků nebo institucí jsou začleněny do jediného souboru, na rozdíl od údajů rozptýlených v různých sdruženích, čímž se snižuje úkol hledání různých paměťových organizací, aby se našly hledané znalosti. SNAC se používá spolu s dalšími digitálními archivy k propojení souvisejících historických záznamů.
Jedním z nástrojů projektu je funkce radiálního grafu, která pomáhá identifikovat sociální síť vazeb subjektu na příbuzné historické osoby.
Tři hlavní organizace, zodpovědné za zpracování jednotlivých prvků projektu, jsou: Institut pro pokročilé technologie v humanitních vědách (Institute for Advanced Technology in the Humanities, IATH), působící na University of Virginia; Fakulta informatiky na Kalifornské univerzitě v Berkeley (SI/UCB) a Kalifornská digitální knihovna (California Digital Library, CDL) na Kalifornské univerzitě:
- IATH projekt vede a také shromažďuje údaje o zdrojích od zúčastněných institucí, sestavuje popisy záznamů z katalogů MARC a nálezových zpráv EAD a proměňuje je v soubory EAC-CPF.
- SI/UCB řídí proces identifikace a párování podobných záznamů EAC-CPF za účelem vytvoření sjednocujícího souboru, ve kterém lze vyhledávat.
- CDL využívá Extensible Text Framework (XTF), který propojuje různé zdroje tvořící jednotný soubor EAC-CPF zpět s jeho primárními zdroji.[2]

To, že do projektu přispívají svými daty různé organizace, jako je Knihovna Kongresu, Smithsonův institut a Britská knihovna, umožňuje týmu SNAC shromáždit značné množství dostupných informací o daném tématu.